# Арешперани
Арешперани (груз. არეშფერანი) — село в Грузии, в муниципалитете Лагодехи края Кахетия. 

## География
Село расположено в восточной части края, в 25 километрах по прямой к юго-западу от центра муниципалитета Лагодехи. Высота центра — 260 метров над уровнем моря.

## Население
По данным переписи населения 2014 года, в селе проживало 278 человек.
| Год  | Население | Мужчины | Женщины |
| ---- | --------- | ------- | ------- |
| 2002 | 418       | 111     | 107     |
| 2014 | 458       | 206     | 200     |